# بانتزنهایم
بانتزنهایم (به فرانسوی: Bantzenheim) یک کمون در فرانسه است که در canton of Illzach واقع شده‌است. بانتزنهایم ۲۱٫۲۲ کیلومتر مربع مساحت دارد ۲۲۰ متر بالاتر از سطح دریا واقع شده‌است.